# Llista de metges grecs
A continuació es presenta una llista dels metges grecs més destacats de l'època clàssica.

## A
- Ablabi
- Acró d'Agrigent
- Acumen
- Acèsies
- Adamanti
- Aeci
- Aeci Sicani
- Agatòtic
- Agnòdice
- Agàpetos
- Agàpios
- Claudi Agatèmeros
- Agàtinos
- Alcmeó de Crotona
- Alexandre Filaletes
- Alexandre de Tral·les
- Alexippos
- Alèxies
- Alèxion
- Amentes
- Ammoni Litòtom
- Anaxilau de Larisa
- Andreas
- Andreu el Comte
- Andron
- Andròcides
- Andròmac el jove
- Andròmac el vell
- Andrònic
- Anteos
- Antyllus
- Antífanes de Delos
- Antígenes (metge del segle II)
- Antígenes (metge del segle III aC)
- Antígon
- Antíoc
- Antíoc Filomètor
- Antípater
- Antípater de Roma
- Apol·lofanes de Selèucia
- Apol·loni Archistrator
- Apol·loni Biblas
- Apol·loni Citiensis
- Apol·loni Empíric
- Apol·loni Glaucus
- Apol·loni Herophileius
- Apol·loni Hipocràtic
- Apol·loni Memfita
- Apol·loni Ofis
- Apol·loni Orgànic
- Apol·loni Pergamenus
- Apol·loni Pitaneu
- Apol·loni Ther
- Apol·loni de Tars
- Apol·loni de Xipre
- Apol·loni d'Antioquia
- Claudi Apol·loni
- Apol·lònides
- Apol·lònides de Cos
- Apsyrtus
- Lecani Arei
- Areteu el capadoci
- Ari Asclepíades
- Aristanax
- Aristarc
- Aristarc de Tars
- Aristió (infermer)
- Aristòfil
- Aristògenes de Cnidos
- Aristògenes de Tasos
- Aristoxen
- Aristó
- Arkhagatos
- Arquedam (veterinari)
- Arquibi
- Arquidam
- Arquigenes d'Apamaea
- Artemidor
- Artemidor Capit
- Artemisi
- Artemó
- Arístocles
- Asclapó
- Asclepi
- Asclepiòdot
- Asclepíades Bitini
- Asclepíades Farmació
- Asclepíades Filofísic
- Escriboni Asclepíades
- Marc Gal Asclepíades
- Ateneu
- Atenip
- Atenió
- Atenodor
- Atenàgores
- Atrilat
- Attalió
- Aèrios

## B
- Botris

## C
- Cal·lianax
- Cal·licles
- Cal·limorf
- Cal·lígenes
- Cal·límac
- Càricles
- Caridem
- Caritó
- Carixè
- Carmis
- Cir d'Alexandria
- Cir d'Edessa
- Cir de Làmpsac
- Claudi Agatèmeros
- Claudi Apol·loni
- Cleempor
- Cleomitades
- Cleòdem
- Cleòfant (metge segle I aC)
- Cleòfant (metge segle III aC)
- Cleòmenes
- Cleòpatra
- Cleó
- Clodi
- Cratevas
- Criserm
- Crisip de Bitínia
- Crisip de Cilícia
- Crisip de Cnidos
- Crisip el jove
- Critodem
- Critòbul
- Critó (metge segle II)
- Critó (metge segle III aC)
- Cràter
- Ctèsies de Cnidos

## D
- Dafnos d'Efes
- Damòcrates
- Damó
- Demetri Arquiater
- Demetri d'Apamea
- Demòcedes
- Demòstenes Filaletes
- Demòstenes Massaliota
- Dexip de Cos
- Dídim d'Alexandria
- Dífil
- Diocles Caristi
- Diodor
- Diodot
- Diogas
- Dionís (segle I aC)
- Dionís (segle I o I aC)
- Dionís (segle I o II)
- Dionís (segle III aC)
- Dionís (segle III o IV aC)
- Dionís d'Eges
- Dionís de Cirtus
- Dionís de Milet
- Dioscòrides
- Dioscòrides Pedaci
- Diuques
- Diàgores
- Diògenes
- Diòscor
- Diòscor de Tral·les
- Diòtim de Tebes
- Domne
- Doroteu (metge segle II aC)
- Doroteu (metge segle V)
- Dracó I
- Dracó II
- Dracó III

## E
- Egim
- Elafe
- Eleusi
- Eli Promot
- Epictet
- Erasístrat
- Erasístrat de Sició
- Erixímac
- Escriboni Asclepíades
- Escrió de Pèrgam
- Èsquines
- Euclides (metge segle II aC)
- Euclides (metge segle V aC)
- Eudem (adroguer)
- Eudem (anatomista)
- Eudem (metge ajudant de Galè)
- Eudem (metge i conspirador)
- Eudem
- Èudox de Cnidos
- Eudoxi
- Euforb
- Euforió
- Eugeni
- Eunom
- Euricles
- Eurifó
- Eustaci
- Eustoqui d'Alexandria
- Eutiquià
- Eutropi
- Evelpist
- Evenor
- Evèlpides

## F
- Filó

## G
- Galè
- Gessi
- Glauc (metge d'Hefestió)
- Glauc (metge segle I aC)
- Glauc (metge segle II aC)
- Glauc d'Alexandria
- Glàucies
- Gnosídic
- Gregori (veterinari)
- Gòrgies (cirurgià)

## H
- Harpocres
- Hegetor
- Heliodor (cirurgià)
- Heraclià d'Alexandria
- Heres
- Hermòcrates
- Hermògenes (metge d'Adrià)
- Hermògenes
- Hermògenes de Tricca
- Heraclides (deixeble d'Hicesi)
- Heraclides Esculapi
- Heraclides d'Èritres
- Heraclides de Tarent
- Heròdic de Selímbria
- Heròdot (metge pneumàtic)
- Heròdot
- Heròdot de Tars
- Heròfil (cirurgià)
- Heròfil de Calcedònia
- Hicesi
- Hieròfil d'Atenes
- Hipasi
- Hipòcrates (II)
- Hipòcrates I
- Hipòcrates III
- Hipòcrates IV
- Hipòcrates V
- Hipòcrates VI
- Hipòcrates VII
- Hipòloc
- Hipòloc de Cos

## I
- Iolaos de Bitínia

## J
- Jacob d'Alexandria
- Joannes
- Julià d'Alexandria
- Jònic de Sardes

## L
- Lecani Areu
- Leòfanes
- Leònides
- Licos de Macedònia
- Lisímac de Cos
- Lleó
- Luci de Tars

## M
- Magne
- Magne Arquiatre
- Magne d'Antioquia
- Magne d'Efes
- Magne de Filadelfia
- Magne de Tars
- Marc Gal Asclepíades
- Medi
- Meges (cirurgià)
- Menècrates de Siracusa
- Menèmac
- Menòdor
- Menòdot de Nicomèdia
- Metròdor (metge segle I aC)
- Metròdor (metge segle II aC)
- Metròdor (metge segle III aC)
- Mnaseu
- Mnemó
- Mnesiteu
- Molpis (cirurgià)
- Mosquió
- Mànties

## N
- Nebre
- Nicolau
- Nicomedes d'Esmirna
- Nicòmac (pare d'Aristòtil)
- Nicòstrat
- Nicó
- Nileu
- Nimfòdor
- Numisià
- Nícies

## O
- Olimni
- Olimp
- Olímpic de Milet
- Oribasi

## P
- Pasícrates d'Esmirna
- Pausànies
- Pausànies de Sicília
- Periandre
- Petró
- Plistònic
- Polibi de Cos
- Poliedes
- Políarc
- Políclit de Messana
- Polícrit de Mende
- Posidoni
- Praxàgores de Cos
- Procle
- Ptolemeu el metge
- Pàmfil de Nicòpolis
- Pèlops

## R
- Ruf Efesi

## S
- Sabí
- Sant Diòmedes
- Serapió d'Alexandria
- Sever
- Siennesis de Xipre
- Simó de Magnèsia
- Sorà d'Efes el Jove
- Sorà d'Efes el Vell
- Sorà de Mal·lus
- Sosandre
- Sàtir
- Sòpolis
- Sòstrat d'Alexandria

## T
- Temisó de Laodicea
- Teodor (metge segle I)
- Teodor I (Asclepi)
- Teodor II (Asclepi)
- Teodor Priscià
- Teòcrates
- Teó d'Alexandria (segle II aC)
- Teó d'Alexandria (segle IV)
- Tiberi Claudi Quirina Menècrates
- Trifó
- Tràsies
- Tròfil

## X
- Xenofont (metge segle III aC)
- Xenofont (metge segle IV aC)
- Gai Estertini Xenofont
- Xenòcrates d'Afrodísies

## Z
- Zenó
- Zenó d'Atenes
- Zenó de Xipre
- Zeuxis
- Zeuxis de Tàrent
- Zoilos
- Zòpir
- Zòpir d'Alexandria